# 和平影都
31°14′01″N 121°28′22″E / 31.23366°N 121.47271°E

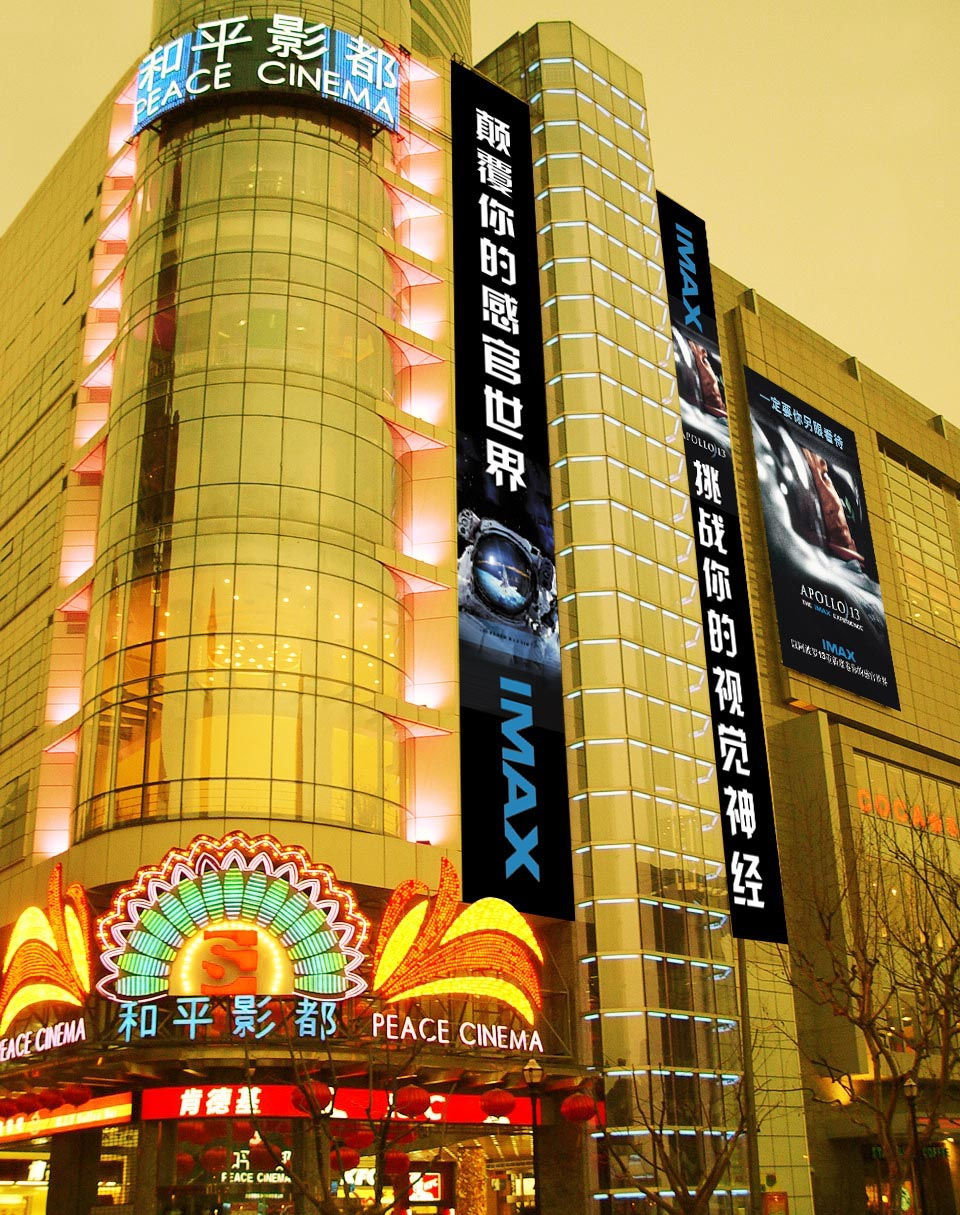
和平影都

和平影都是中華人民共和國上海市的一家電影院，也是中華人民共和國首家商業化IMAX巨幕影院，電影院內有從加拿大引進的IMAX巨型银幕。和平影都建筑面积5500多平方米，有5个单厅，共七层。

## 歷史
該電影院最初名為皇后大戏院，於1942年2月18日落成。建成時最初幾個月還作為電影院使用，但9月就改為京剧演出场所。1946年11月7日恢復電影放映。1952年9月29日，更名为和平电影院。1967年更名為戰鬥電影院，1976年恢復和平電影院這一名稱。1986年更名為和平雙廳電影院，2003年更名為和平影都。